# Giennadij Rożdiestwienski
Giennadij Nikołajewicz Rożdiestwienski (ros. Геннадий Никола́евич Рождественский; ur. 4 maja 1931 w Moskwie, zm. 16 czerwca 2018 tamże) – rosyjski dyrygent, Oficer Legii Honorowej, Bohater Pracy Socjalistycznej (1990).

## Życiorys
W latach 1949–1954 studiował w Konserwatorium Moskiewskim, był uczniem Lwa Oborina.
Wraz z Orkiestrą Symfoniczną Ministerstwa Kultury ZSRR nagrał wszystkie symfonie Szostakowicza, Głazunowa, Brucknera, Sznitkego, Honeggera i Vaughana Williamsa. Prowadził też wiele największych orkiestr na świecie, w tym: Berliner Philharmoniker, Koninklijk Concertgebouworkest, Chicagowska Orkiestra Symfoniczna, Cleveland Orchestra i London Symphony Orchestra.
Zmarł w wieku 87 lat. Pochowany na Cmentarzu Wwiedieńskim w Moskwie.

## Odznaczenia i nagrody
- Medal Sierp i Młot Bohatera Pracy Socjalistycznej (18 października 1990)
- Order Lenina (18 października 1990)
- Order Czerwonego Sztandaru Pracy (dwukrotnie)
- Order „Za zasługi dla Ojczyzny” II klasy (22 kwietnia 2011)
- Order Za Zasługi dla Ojczyzny III klasy (31 stycznia 2007)
- Order Za Zasługi dla Ojczyzny IV klasy (26 kwietnia 2001)
- Order Cyryla i Metodego (Bułgaria, 1972)
- Oficer Orderu Legii Honorowej (Francja, 2003)
- Order Wschodzącego Słońca (Japonia, 2002)[5][6]
- Nagroda Leninowska (1970)
- Ludowy Artysta ZSRR (1976)
- Państwowa Nagroda Federacji Rosyjskiej (1995)
- Order Imperium Brytyjskiego (2014)[7]